# Convent de les Mares Escolàpies
El Convent de les Mares Escolàpies és un edifici d'Olesa de Montserrat (Baix Llobregat) inclòs a l'Inventari del Patrimoni Arquitectònic de Catalunya. Aquesta és l'última fundació realitzada en vida per Santa Paula Montal, fundadora de les Mares Escolàpies.
Es troba, juntament amb l'escola de les Escolàpies, al carrer de Paula Montal, al nucli antic d'Olesa de Montserrat. Ocupa tota una façana del carrer, formada per finestres a la planta baixa i balcons a les dues plantes restants. Fa un reclau en el carrer, marcant així l'entrada a l'església que ara, resta tancada fent servir la lateral.

## Història
Construïda al segle xviii. L'edifici era una antiga casa pairal del segle xiv que va ser adquirida l'any 1879 per la comunitat de les Mares Escolàpies, encapçalades per la fundadora Santa Paula Montal. A partir d'aquest moment es van dur a terme una sèrie de modificacions per tal d'adequar l'edifici a les necessitats de la comunitat i el col·legi.

### Capella pública
L'any 1880 es va començar, com a part annexa al convent, la construcció de la capella pública del convent de les Mares Escolàpies d'Olesa de Montserrat, consagrada el 16 d'octubre de 1881 i dedicada a la Mare de Déu de Montserrat. Al cap d'un any, el 16 d'octubre de 1881 van finalitzar les obres. En l'àmbit arquitectònic té un cambril amb la imatge de la Moreneta i és d'una nau i una sola nau lateral. Al presbiteri hi ha dues reproduccions de fusta de santa Paula Montal i Fornés, fundadora de la comunitat de les Mares Escolàpies, i Sant Josep de Calassanç. A sota de l'ara de l'altar, hi ha les despulles de la Santa.
L'edifici ha patit una transformació gradual a través dels anys amb una sèrie de reformes i ampliacions que li han donat l'aspecte actual. De tot el conjunt cal destacar-ne la capella i el pati, on hi ha una palmera i un magraner que va plantar la mateixa Mare Paula. Té accés des del carrer de Santa Paula Montalt de la mateixa vila.